# Yashahime: Princess Half-Demon
Hanyo no Yashahime (半妖の夜叉姫 lit. La princesa mitad demonio?) es un anime creado por el estudio de animación japonés Sunrise y spin off del anime InuYasha. Es la tercera serie anime producida, después de InuYasha e InuYasha Kanketsu-hen. Pero a diferencia de estos, no se basa en el obra de la mangaka Rumiko Takahashi, sino que es una secuela del anime con una historia original.
La trama de la serie se ubica algunos años después del final de los acontecimientos de Kanketsu-hen, y se centra en las hijas gemelas de Sesshomaru y Rin (Towa Higurashi y Setsuna), y la hija de Inuyasha y Kagome Higurashi (Moroha), quienes se unen con el objetivo de recuperar las memorias perdidas de Setsuna, y averiguar el misterio de la Nijishoku Shinju.
Viz Media adquirió los derechos de la serie en América, mientras que Medialink obtuvo los derechos para territorios del sudeste de Asia. Viz Media en cooperación con Funimation y Crunchyroll respectivamente han transmitido el anime con doblaje al inglés y español. A partir de julio de 2021 el anime puede ser visto en la plataforma de streaming Pluto TV.
También existe una adaptación a formato Manga de la serie a cargo del dibujante Takashi Shiina, autor de las obras Ghost Sweeper Mikami y Zettai Karen Children que se publica mensualmente desde el 25 de septiembre de 2021 en las páginas de la revista Shonen Sunday S.

## Argumento
Algunos años después de los eventos de InuYasha, las hijas de cuatro años de Sesshōmaru, Towa y Setsuna  huyen de un incendio en el bosque en donde viven hasta que las dos se separan por un vórtice que transporta a Towa hacia la era moderna, en donde es adoptada por la familia de Kagome Higurashi y criada por el hermano menor de esta, Sota.
Diez años después, Towa se reencuentra con Setsuna, quien (junto a Moroha) viajó a la época moderna a través del poder del Árbol de las Edades después de una batalla contra una yōkai. Durante el tiempo en que estuvieron separadas, Setsuna se convirtió en una asesina de demonios, y se encuentra trabajando para Kohaku, pero no recuerda su pasado ni su parentesco con Towa. Con el fin de restaurar los recuerdos de Setsuna, se embarcan en una aventura acompañados de su prima Moroha, quien es la hija adolescente de Inuyasha y Kagome Higurashi, la cual tampoco recuerda a sus padres.
Durante su travesía, las chicas descubren que son poseedoras de tres de las siete Nijishoku Shinju (虹色真珠 lit. piedras arcoiris?) las cuales poseen poderes tan comparables como la Shikon no Tama (四魂の玉 lit. perla de las cuatro almas?) por lo que Towa, Setsuna y Moroha también deben resolver el misterio en relación con las susodichas perlas. En uno de sus viajes, Towa descubre que el incendio que la separó de su hermana menor fue intencional a fin de matarlas a las dos debido a un Yokai llamado Homura, el cual confiesa que fue el responsable de provocar el incendio bajo las órdenes de otro Yokai. Towa enfurecida, exige respuestas pero antes de que pudiera obtener más información, éste Yokai se suicida al usar más poder del que puede controlar debido a su furia pues éste estaba enamorado de una humana a la cual quería de forma muy posesiva.

## Personajes

### Protagonistas
- Towa Higurashi (日暮とわ Higurashi Towa?): Es la mayor de las gemelas Han'yō (semi-demonio) que nacieron de la relación de Sesshōmaru con Rin. Luego de separarse de su hermana Setsuna en medio de un incendio, fue transportada a la época actual de Japón, en donde sería adoptada y criada por Sota Higurashi. Ella es muy amable e ingenua, pero que ha demostrado ser fuerte. Su seiyū es Sara Matsumoto.[1]

- Setsuna (せつな Setsuna?): Es la menor de las hijas gemelas Han'yō de Sesshōmaru y Rin. Luego de separarse de su hermana sus sueños fueron consumidos por una Mariposa de los sueños, por lo que no es capaz de dormir y mucho menos recordar algo de su pasado, ni de reconocer a su hermana Towa. Tiene una actitud fría y madura, pero ha demostrado preocupación hacia su hermana Towa con el pasar del tiempo. Su seiyū es Mikako Komatsu.[1]

- Moroha (もろは Moroha?): Es la hija de Inuyasha y Kagome Higurashi, quien trabaja como cazarrecompensas matando demonios y vendiendo sus partes a otros cazadores de demonios. Ella ha demostrado ser una chica tan carismática y juguetona. Su seiyū es Azusa Tadokoro.[1]

### Antagonistas
- Kirinmaru ( 麟丸 Kirin Maru?): Es un gran Daiyōkai que gobierna las tierras orientales. Después de la muerte del gobernante del oeste, Tōga (padre de Sesshōmaru e Inuyasha), Kirinmaru planea destruir el mundo utilizando los viajes en el tiempo. Su seiyū es Yoshimasa Hosoya.

- Zero ( 麟丸 Zero?): Es la hermana mayor de Kirinmaru. Odia a las princesas demonio. Su seiyū es Maaya Sakamoto.

### Personajes secundarios
- Hisui ( 翡ひ翠すい, hisui?): Es el hijo más joven de Miroku y Sango y un cazador de demonios al igual que su madre de quien heredó el arma Hiraikotsu. Tiene una conexión con Setsuna quien es su compañera de equipo. Su seiyū es Takehiro Urao.[2]

- Kohaku ( 琥こ珀, Kohaku?): Es el hermano menor de Sango y tío materno de Hisui. Kohaku tuvo una participación notable en los acontecimientos de InuYasha, mientras que en Hanyo no Yashahime, es el líder de un nuevo grupo de exterminadores de monstruos, de entre los cuales se encuentran Hisui y Setsuna. Su seiyū es Ryōhei Kimura.[2]

- Takechiyo (竹 千代 Takechiyo?): Es un pequeño Tanuki que trabaja en una tienda de cadáveres de Jyūbei y se encarga de los restos de los yōkai. Tiene la habilidad de transformarse en un gran ser volador que puede transportar a una o varias personas, además es hijo de Hachi sirviente del monje Miroku. Su función principal es vigilar a Moroha para que esta cumpla con sus compromisos con Jyūbei. Su seiyū es Fairouz Ai.[2]
- Jyūbei (獣 兵衛 Jyubei?): Es un comerciante de cadáveres que tiene una tienda llamada Shikabaneya. Tiende a encargarle a Moroha las diferentes misiones para exterminar a los diferentes yokais a cambio de una recompensa, aunque casi siempre le paga una miseria para disgusto de Moroha. Tiene un pequeño sirviente llamado Takechiyo. Su seiyū es Tsuyoshi Kodama.

- Riku (理リ玖ク Riku?): Es un personaje con una personalidad misteriosa. Riku es el principal cliente de Jyūbei, ya que él es el que ha estado contratando a Moroha para matar a varios yōkai por él, y pagándole a través de Jyūbei. Posee una de las Perlas arcoíris (la perla azul). Su seiyū es Jun Fukuyama.

- Goshinboku (ご神し ん木ぼ く  Goshinboku ?, lit. Arbol sagrado): Es el antiguo árbol en donde Inuyasha fue sellado por Kikyō en la era feudal con su flecha sagrada. En Hanyo no Yashahime, transportó a Towa a la era moderna, como lo haría más tarde con Setsuna y Moroha. Más adelante, el espíritu se comunica con las chicas adoptando la forma de Kikyō, contándoles la historia de Kirinmaru y la amenaza que representa éste para el mundo. Su seiyū es Noriko Hidaka.

## Creación y desarrollo

### Inicio del proyecto
En mayo de 2020 se anunció por primera vez la creación de un nuevo proyecto  relacionado con InuYasha, más adelante se confirmó que dicho proyecto era una nueva serie de anime, la cual fungiría secuela. Hanyo no Yashahime fue producida por Sunrise, mientras que el equipo que había trabajado antes en InuYasha regresó para trabajar en esta nueva producción. El anime fue dirigido por Teruo Sato, con el guion escrito por Katsuyuki Sumisawa, y Yoshihito Hishinuma se encargó del diseño de los personajes. 
Rumiko Takahashi —creadora del manga de InuYasha— realizó el diseño de los personajes principales y fungió como supervisora de los guiones y de la historia en general. En una entrevista al sitio web Oricon, Takahashi declaró: «Cada una de las tres heroínas es muy atractiva. Estoy deseando ver qué tipo de aventuras emprenderán». En agosto de 2020, se reveló quienes conformarían el elenco del anime. Las seiyūs, Sara Matsumoto, Mikako Komatsu y Azusa Tadokoro fueron seleccionadas para interpretar al trío protagonista, Towa, Setsuna, y Moroha respectivamente, las tres manifestaron su entusiasmo con sus personajes. Más adelante, se confirmó la inclusión de los seiyūs Ryōhei Kimura, Takehiro Urao, y Ai Fairouz para interpretar a los personajes de Kohaku, Hisui, y Takechiyo respectivamente. Hanyo no Yashahime se estrenó el 3 de octubre de 2020 en Yomiuri TV y Nippon TV.

### Música
El primer tema de apertura es New Era, interpretado por el grupo de idols masculino SixTONES, mientras que el primer tema final de la serie, Break es interpretado por la cantante Uru. El segundo tema de apertura es Burn, a cargo de la boy band NEWS, así también, el segundo tema final estuvo a cargo de Ryokuōshoku Shakai, titulado Kesshou.  La banda sonora de la serie corrió a cargo de Kaoru Wada, quien compuso la música de su predecesora, InuYasha.

### Distribución
VIZ Media adquirió los derechos de transmisión digital de la serie para territorios de América del Norte y América Latina. Medialink anunció que posee los derechos de la serie en los territorios del sudeste asiático. VIZ Media transmitió la serie en Crunchyroll, Funimation y Hulu. En octubre de 2020, Funimation en asociación con VIZ Media, anunciaron que el doblaje de la serie al inglés se encuentra en producción; más adelante se confirmó que el elenco que trabajó en el doblaje al inglés de InuYasha estaban preparados para repetir sus roles. Funimation comenzó a transmitir el anime en inglés desde el 6 de noviembre de 2020.
El 25 de noviembre de 2020, la cuenta oficial de Crunchyroll para Latinoamérica confirmó que, el anime estará disponible en su plataforma con doblaje al español latino, el cual empezó su emisión en ésta, dos días después del anuncio, el 27 de noviembre. La serie es doblada en Argentina por el estudio Marmac Group, debido a que Bang Zoom! Entertainment, quien se encargó de producir el doblaje latino, trabaja únicamente con el estudio mencionado. Por ende, el elenco original de Inuyasha no pudo retomar a sus personajes.
| Personaje                                | Seiyū                  | Actor de doblaje          |
| Personajes principales                   | Personajes principales | Personajes principales    |
| ---------------------------------------- | ---------------------- | ------------------------- |
| Towa Higurashi                           | Sara Matsumoto         | Luciana Mauri             |
| Setsuna                                  | Mikako Komatsu         | Constanza Faraggi         |
| Moroha                                   | Azusa Tadokoro         | Agostina Longo            |
| Personajes secundarios                   |                        |                           |
| Aliados                                  |                        |                           |
| Riku                                     | Jun Fukuyama           | Jorge Riveros             |
| Kohaku                                   | Ryōhei Kimura          | Juan Balvín               |
| Hisui                                    | Takehiro Urao          | Patricio Lago             |
| Takechiyo                                | Fairouz Ai             | Mara Campanelli           |
| Sesshomaru                               | Ken Narita             | Javier Gómez              |
| Inuyasha                                 | Kappei Yamaguchi       | Marcos Abadi              |
| Ahome Higurashi (Kagome Higurashi)       | Satsuki Yukino         | Tatul Bernodat            |
| Kaede                                    | Hisako Kyōda           | Mariana Correa            |
| Jyubei                                   | Tsuyoshi Koyama        | René Sagastume            |
| Jaken                                    | Chō                    | Gustavo Dardés            |
| Lin                                      | Mamiko Noto            | Andrea Higa               |
| Espíritu del Árbol de las Edades (Kikyo) | Noriko Hidaka          | Noelia Socolovsky         |
| Sota Higurashi                           | Junya Enoki            | Sebastián Castro Saavedra |
| Miroku                                   | Makoto Yasumura        | Alejandro Graue           |
| Sango                                    | Hōko Kuwashima         | Valeria Gómez             |
| Shippo                                   | Kumiko Watanabe        | Luciana Falcón            |
| Pulga Myoga                              | Kenichi Ogata          | Ariel Cister              |
| Antagonistas                             |                        |                           |
| Kirinmaru                                | Yoshimasa Hosoya       | Adrián Wowczuk            |
| Zero                                     | Maaya Sakamoto         | Karin Zavala              |
| Kyuki                                    | Toa Yukinari           | Loló Muñoz                |
| Konton                                   | Hiroki Yasumoto        | Javier Carbone            |
| Totetsu                                  | Hiroshi Shirokuma      | Álvaro Pandelo            |
| Cabeza de Raíz                           | Hiroya Egashira        | Santiago Maurig           |

## Recepción

### Audiencia
Hanyo no Yashahime logró en su debut alcanzar el cuarto puesto de los animes más vistos del país nipón, con una audiencia del 5.3% de la televisión japonesa. Los primeros cinco episodios de Hanyo no Yashahime se ubicaron entre los 10 animes más vistos de Japón.